# Common Object Request Broker Architecture
CORBA (Common Object Request Broker Architecture) è uno standard sviluppato dall'Object Management Group per permettere la comunicazione fra componenti indipendentemente dalla loro distribuzione sui diversi nodi della rete o dal linguaggio di programmazione con cui siano stati sviluppati.
Esso facilita lo sviluppo di sistemi distribuiti fornendo:
- un'infrastruttura per permettere la comunicazione fra oggetti in un sistema distribuito,
- un insieme di servizi utili,
- un supporto che permette ad applicazioni, implementate usando vari linguaggi, di interoperare.

I vari componenti comunicano attraverso un oggetto chiamato "broker" (da cui deriva il nome dell'architettura), che può essere visto come un intermediario fra le parti in comunicazione. I componenti sono "presentati" al broker attraverso la scrittura di un'interfaccia nel linguaggio IDL.

## Descrizione
CORBA è un meccanismo software per la gestione delle chiamate a procedura con oggetti di invocazione che risiedono in uno stesso spazio degli indirizzi (applicazione) o in uno spazio degli indirizzi remoto (stesso host o host remoti collegati in rete). La versione 1.0 è stata distribuita nell'ottobre 1991.
CORBA utilizza un apposito linguaggio denominato Interface Description Language (IDL) per definire le interfacce che gli oggetti presentano al "mondo esterno". CORBA specifica poi una “mappatura” da IDL a specifici linguaggi di implementazione come C++ o Java. Mappature standard esistono inoltre per Ada, C, C++, Lisp, Smalltalk, Java, COBOL, PL/I  e Python. Esistono anche mappature non standard per Perl, Visual Basic, Ruby, Erlang, e Tcl implementati mediante Object Request Broker (ORB) scritti per questi linguaggi.
La specifica CORBA prevede che ci sia un ORB attraverso il quale l'applicazione interagisce con gli oggetti distribuiti. In pratica, l'applicazione inizializza l'ORB e accede ad un Object Adapter interno che ha compiti come il conteggio dei riferimenti, la politica di istanziazione di oggetti e riferimenti, le politiche sul tempo di vita degli oggetti e così via. L'Object Adapter è usato per registrare istanze delle Classi Generate. Le Classi Generate sono il risultato della compilazione del codice IDL che traduce la definizione ad alto livello dell'interfaccia in una classe dipendente da un sistema operativo e da un linguaggio, che verrà usata dall'applicazione utente. Questo passo è necessario al fine di garantire la semantica definita da CORBA e di fornire un processo preciso per interfacciarsi con l'infrastruttura CORBA.
Alcune mappature da IDL a specifici linguaggi di programmazione sono "più ostili" di altre. Ad esempio, data la natura di Java, la mappatura IDL-Java è relativamente semplice e rende l'uso di CORBA molto semplice in un'applicazione Java. La mappatura verso C++ non è banale ma rende disponibili tutte le caratteristiche dell'infrastruttura CORBA, come la gestione delle eccezioni. La mappatura verso C è ancora più ostica (dato che non è un linguaggio Object Oriented) ma è costruita in modo sensato e rende bene la semantica delle chiamate RPC. (Red Hat Linux viene distribuita con il sistema GNOME UI, il cui IPC era basato su CORBA, ora rimpiazzato da D-Bus)
Una mappatura a linguaggio richiede allo sviluppatore di creare del codice IDL che rappresenti le interfacce ai suoi oggetti. Tipicamente, un'implementazione CORBA viene distribuita con uno strumento chiamato compilatore IDL, che converte il codice IDL in codice specifico per il linguaggio scelto. Un compilatore tradizionale è poi usato per compilare il codice generato per creare codice eseguibile per l'applicazione. Il diagramma seguente illustra il modo in cui il codice generato è utilizzato nell'infrastruttura CORBA:
La figura illustra il paradigma di alto livello per la comunicazione remota fra processi utilizzando CORBA. Altri argomenti di cui la specifica CORBA si occupa includono data typing, eccezioni, protocolli di rete, timeout nella comunicazione, ecc. Esiste anche una serie di problemi che non vengono trattati nella specifica di CORBA, ma che tutti i sistemi distribuiti devono essere in grado di affrontare: tempo di vita degli oggetti, ridondanza/fail-over, semantica dei nomi, gestione della memoria, load balancing dinamico ecc.
Oltre a fornire agli utenti un linguaggio ed una specifica indipendente dalla piattaforma di utilizzo Chiamata di procedura remota, CORBA definisce servizi d'uso comune quali supporto alle transazioni e alla sicurezza, gestione degli eventi, del fattore temporale ed altri modelli d'interfaccia domain-specific.
Marchi registrati OMG
CORBA, IIOP e OMG sono marchi registrati dell'Object Management Group, mentre GIOP non è un marchio registrato OMG.